# Rue du Férétra
La rue du Férétra (en occitan : carrièra del Feretra) est une voie de Toulouse, chef-lieu de la région Occitanie, dans le Midi de la France.

## Situation et accès

### Description
La rue du Férétra est une voie publique. Elle sépare les quartiers Empalot, à l'ouest, et Saint-Agne, à l'est.
Elle correspond à une partie de l'ancien chemin vicinal 12, de Toulouse à Lacroix-Falgarde, qui longeait la Garonne depuis la place Auguste-Lafourcade jusqu'à la limite de Vieille-Toulouse (actuelles rue Achille-Viadieu, rue et impasse du Férétra, et chemin des Étroits). En 1930, le chemin est classé dans la voirie départementale et devient une partie de la route départementale 4. En 1978, à la suite de l'aménagement de l'avenue du Maréchal-de-Lattre-de-Tassigny et du boulevard du Maréchal-Juin, la rue du Férétra et la rue Achille-Viadieu reviennent ensemble dans la voirie communale.
La chaussée est aménagée comme une chaussée à voie centrale banalisée ou « chaucidou » : ainsi, elle ne compte qu'une seule voie de circulation automobile à double-sens, encadrée par une bande cyclable dans chaque sens. Elle appartient également à une zone 30 et la vitesse y est limitée à 30 km/h.

### Voies rencontrées
La rue du Férétra rencontre les voies suivantes, dans l'ordre des numéros croissants (« g » indique que la rue se situe à gauche, « d » à droite) :
1. Allée Henri-Sellier (g)
2. Impasse du Férétra (d)
3. Rue Alfred-Rambaud (d)
4. Place Guy-Hersant (d)
5. Rue des Casernes (d)
6. Cité du 2-Mai-1944 (d)
7. Rue de Venise (g)
8. Rue Saint-Roch (d)
9. Place Saint-Roch (d)
10. Rue Condorcet (d)
11. Rue du Colonel-Driant (d)
12. Boulevard des Récollets

### Transports
La rue du Férétra n'est pas directement desservie par les transports en commun Tisséo. Elle se trouve cependant à proximité immédiate, par la rue de Venise, de la station Empalot, sur la ligne  du métro, près de laquelle se trouvent également les arrêts du Linéo L5 et des bus 4454152. Au nord, le long du boulevard des Récollets, se trouvent également les arrêts des Linéo L4L5 et du bus 34152.
Les stations de vélos en libre-service VélôToulouse les plus proches de la rue du Férétra sont les stations no 155 (34 boulevard des Récollets), no 156 (38 avenue Jean-Moulin) et no 255 (2 rue des Mouettes).

## Odonymie
La rue du Férétra a toujours porté ce nom : elle était, au XVe siècle, le grand-chemin du Félétra ou du Férétra (cami grand del Feletra en occitan médiéval). Elle devait ce nom au terroir qu'elle traversait, et qu'on désignait comme le Férétra. 
On a longtemps pensé que ce nom rappelait le souvenir de l'importance funéraire du quartier et des cercueils qu'on y portait (feretrum au singulier, feretra au pluriel en latin). Il a même été avancé la présence ancienne d'un temple romain dédié à Jupiter Férétrien, à l'emplacement de la chapelle Saint-Roch. Pierre Salies, qui rejette ces hypothèses, rappelle qu'au XIIe siècle, les mentions les plus anciennes de ce nom, en latin médiéval, utilisent une forme différente, sans qu'on puisse en éclaircir l'origine : de Faletrare (1137), ad Faletrare (1150), de Faletraro (1162). Le nom évolue au XIVe siècle, pour devenir Feletra, avant que, au cours des XVe et XVIe siècles, il évolue encore sous la forme de Feretra, finalement francisé en « Férétra ».

## Histoire

### Antiquité
La rue du Férétra correspond à une partie d'un chemin très ancien, d'origine antique, qui longeait la terrasse qui domine, en rive est, le lit de la Garonne régulièrement soumis à des débordements et des crues du fleuve (actuelles rue Achille-Viadieu, rue du Férétra et chemin des Étroits). Au milieu du IIe siècle av. J.-C., une agglomération gauloise se développe le long de ce chemin. Il ne s'agit pas d'un oppidum, caractérisé par un site urbain densément peuplé en hauteur, comme celui de Vieille-Toulouse, 3 km plus au sud, qui a été identifié comme Tolossa, la métropole du peuple des Volques Tectosages. Le site du Férétra/Saint-Roch correspond à une zone d'habitat plus dispersé qui se caractérise par la continuation d'une activité agricole et pastorale, mais aussi la production artisanale et l'activité commerciale : boucherie, céramique, verrerie, sidérurgie et métallurgie. Il existe également des ateliers de poterie, établis le long de la terrasse et qui exploitent les limons déposés par la Garonne (emplacement des actuels no 79, 95-97 et 125). La culture matérielle des habitants du site du Férétra/Saint-Roch les rattache à la sphère culturelle de La Tène. La présence de monnaies « à la croix » est également caractéristique des échanges pratiqués le long de l'« isthme gaulois ». Le site du Férétra/Saint-Roch se caractérise également par la forte présence d'objets d'importation méditerranéenne : céramique campanienne, vaisselle catalane ou de Marseille, vaisselle métallique d'Étrurie, vases en verre de Méditerranée orientale. C'est le vin, surtout, qui tient une place importante dans le commerce. 
Il semble que le site du Férétra/Saint-Roch soit progressivement abandonné entre le milieu et la fin du Ier siècle av. J.-C. C'est à la même époque que le pouvoir romain crée la ville nouvelle de Tolosa dans la boucle de la Garonne, 2 km au nord. Dans le courant du Ier siècle, une nécropole romaine se développe.

### Moyen Âge et période moderne
Au Moyen Âge, le « chemin du Férétra » est un chemin rural qui traverse le gardiage de Toulouse. Il est d'une relative importance puisqu'il naît dans le prolongement du chemin qui part de la porte du Château, la principale porte d'entrée au sud de la ville (emplacement de l'actuel no 2 place du Parlement) et qui longe approximativement le bord de la terrasse qui domine les rives de la Garonne. Le chemin, qui se poursuit au sud-est, oblique en direction des villages de Saint-Agne et de Ramonville, contournant par l'est les hauteurs de Pech-David (actuelle rue Saint-Roch et route de Narbonne). Un autre chemin, orienté au sud-ouest, prolonge l'itinéraire du chemin du Férétra en direction de Lacroix-Falgarde et de Vieille-Toulouse (actuel chemin des Étroits). 
L'importance du chemin se remarque dans la présence de plusieurs institutions religieuses. Il s'agit d'abord d'une chapelle de Sainte-Marie-du-Mont-Carmel, construite au XIIIe siècle par les religieux carmes au carrefour du chemin de Lacroix-Falgarde (actuelle chapelle Saint-Roch-du-Férétra, no 1 place Saint-Roch). Plus au nord se trouve le couvent des Frères mineurs de l'Observance, fondé en 1481 par des religieux du couvent des franciscains. Leur église et leur couvent sont progressivement bâtis entre 1482 et 1487 à proximité du chemin (actuelle église Sainte-Marie-des-Anges, no 167-169).
À partir du XVIe siècle, le chemin du Férétra perd progressivement de son importance au profit de la grande-rue Saint-Michel. 
Au XVIIIe siècle, de nombreuses tuileries se développent le long du chemin du Férétra, à proximité de la terrasse qui domine la plaine basse de la Garonne. Il semble ainsi que les artisans de la période moderne exploitent la même veine de limon que durant la période antique. 

### Époque contemporaine
La modernisation et la densification de l'habitat dans le quartier d'Empalot nécessite la création de nouvelles voies de circulation. Le long de la Garonne, un nouveau boulevard est progressivement percé entre 1956 et 1978 (actuels avenue de Lattre de Tassigny et boulevard du Maréchal-Juin), tandis que la ceinture des boulevards est complétée par la construction d'un pont au-dessus de l'île du Grand Ramier (actuels pont du Garigliano). En 1975, l'aménagement en voie express de l'avenue d'Empalot, au sud du quartier, rompt la continuité de la rue du Férétra avec le chemin des Étroits, dont la dernière partie est transformée en impasse.
Le site de la caserne Niel est fouillé entre 2009 et 2012 par une équipe menée par Guillaume Verrier. 

## Patrimoine et lieux d'intérêt

### Chapelle Saint-Roch-du-Férétra
Inscrit MH (1979).

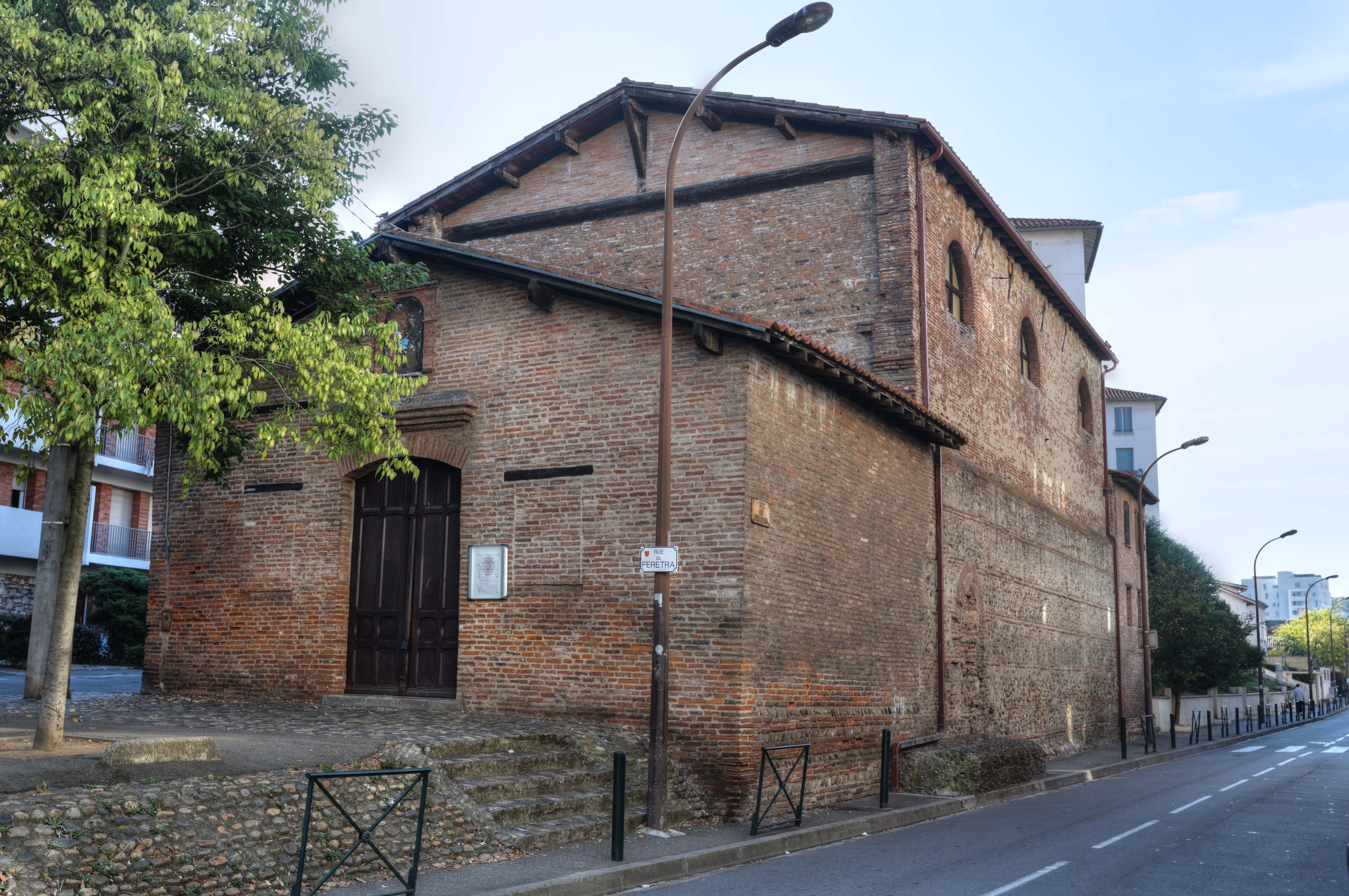
La chapelle Saint-Roch-du-Férétra vue de la rue du Férétra.

La chapelle Saint-Roch-du-Férétra est construite au XIIIe siècle par les religieux carmes. Elle est alors placée sous le vocable de Sainte-Marie-du-Mont-Carmel. En 1264, les religieux quittent ce lieu pour s'installer dans la cité, rue Joutx-Aigues, avant de construire leur couvent à l'emplacement de l'actuelle place des Carmes. Au XVIe siècle, la chapelle devient le siège de la confrérie de Saint-Roch. La chapelle est entretenue, agrandie et décorée par ses membres. Entre 1784 et 1786, l'architecte Jean-Arnaud Raymond mène d'importants travaux qui lui donnent son aspect actuel. La confrérie de Saint-Roch, dispersée à la Révolution française, est rétablie au début du XIXe siècle, avant de se séparer définitivement.

### Église Sainte-Marie-des-Anges
Inscrit MH (1956).
Le couvent toulousain des Frères mineurs de l'Observance est fondé en 1481 par lettres patentes du roi Louis XI. La chapelle conventuelle – actuelle église Sainte-Marie-des-Anges – est construite entre 1482 et 1487, dans le style gothique méridional. Elle est agrandie dans la premier moitié du XVIe siècle par la construction de quatre chapelles sur le côté nord. En 1601, le couvent est attribué aux Frères mineurs Récollets. Pendant la Révolution française, la congrégation ayant été supprimée et les religieux dispersés en 1790, le couvent devient bien national et, en 1794, le clocher est détruit. Finalement, en 1797, l'ancienne chapelle devient église paroissiale. En 1841, les prêtres du Sacré-Cœur (ou prêtres du Calvaire), en prennent possession. Ils accomplissent plusieurs travaux : vers 1853, un nouveau clocher est construit, en 1860, la nef reçoit un décor peint par Justin Pibou, et en 1862, un nouveau porche est construit. L'église est cependant désaffectée peu après 1906, à la suite de la loi sur les congrégations religieuses. Après la Première Guerre mondiale, l'église devient la propriété de l'Office d'habitations à bon marché qui la transforme en cinéma, puis en gymnase, jusqu'à ce que le culte y soit rétabli en 1947.

### Habitations à bon marché

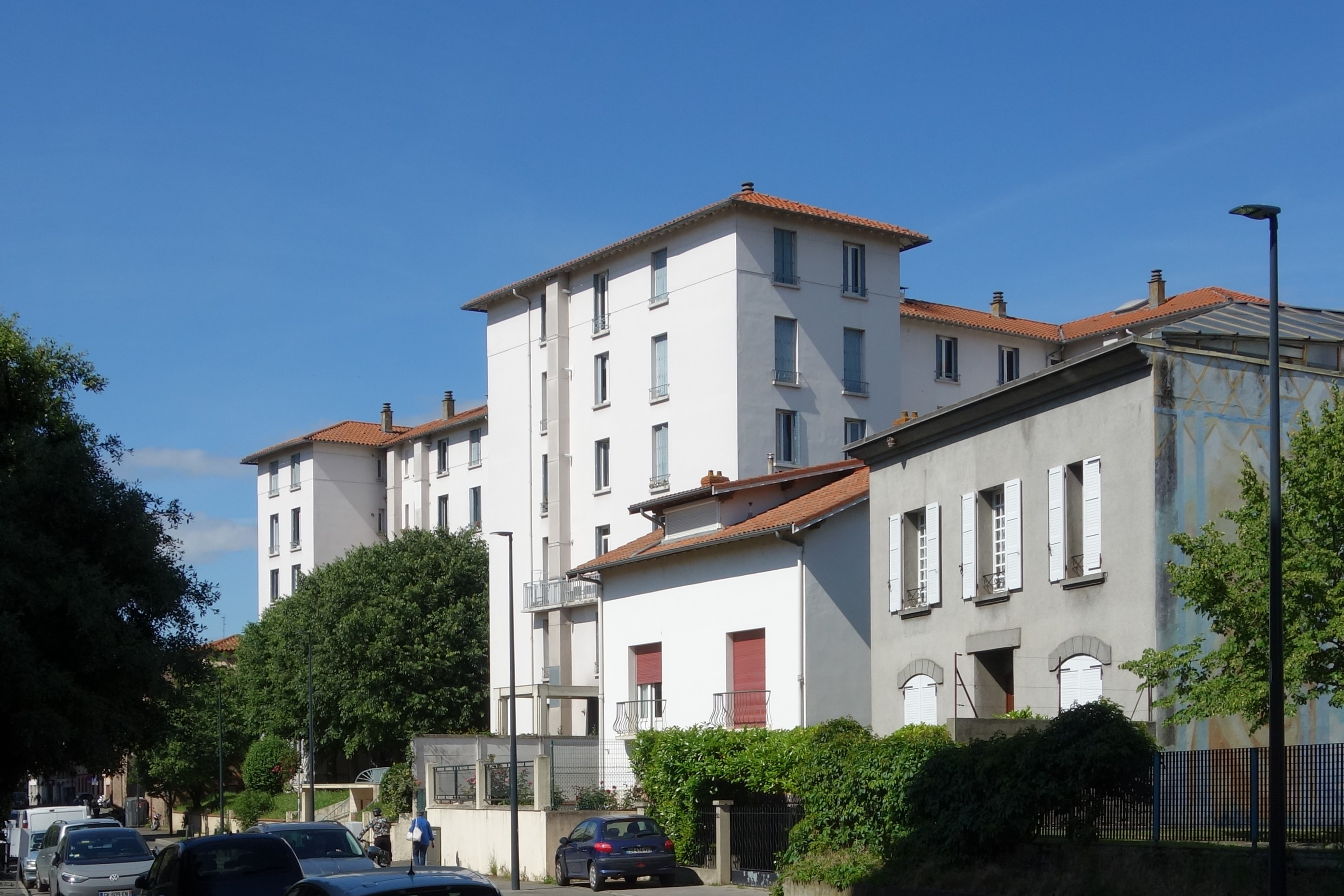
no 96-98 : HBM Saint-Roch.

- no  96-98 : HBM Saint-Roch. 
L'immeuble HBM Saint-Roch, de style Art déco, est construit entre 1928 et 1931 par les Charpentiers toulousains, sur les plans de l'architecte de la ville, Jean Montariol, qui agit pour le compte de l'Office des habitations à bon marché de la ville de Toulouse. Le bâtiment, se développe sur cinq étages, sur une parcelle entre la rue du Férétra et la rue Saint-Roch (actuel no 111)[7].

- no  159-165 : HBM du Parc du Calvaire. 
La cité HBM du Parc du Calvaire, de style Art déco, est construite entre 1926 et 1929 par les Charpentiers toulousains, sur les plans de l'architecte de la ville, Jean Montariol. Deux bâtiments s'élèvent sur la rue du Férétra, le troisième en fond de cour (actuel no 2 allée Federica-Montseny), et le dernier sur le boulevard des Récollets (actuels no 32-34). Les deux bâtiments sur la rue sont similaires. La façade se développe sur onze travées et s'élève sur cinq étages[8],[9].

### Maisons
- no  73 : maison toulousaine (deuxième quart du XXe siècle)[10].
- no  91 : maison toulousaine (deuxième quart du XXe siècle)[11].
- no  115 : maison toulousaine (premier quart du XXe siècle)[12].

- no  122 : maison. 
La maison, construite au milieu du XXe siècle, est caractéristique du mouvement moderne. La bâtiment principal, qui s'élève à l'équerre de la rue du Férétra, s'élève sur un étage. Le rez-de-chaussée est mis en valeur par un parement de galets, tandis que l'étage est simplement en béton enduit. Dans la cour, l'escalier en colimaçon s'enroule dans une grille en fer forgé.

- no  141 : maison toulousaine (deuxième moitié du XIXe siècle)[13].
- no  153 : maison toulousaine (deuxième moitié du XIXe siècle)[14].